# Zecchino d'Oro 1971
Il tredicesimo Zecchino d'Oro si è svolto a Bologna dal 19 al 21 marzo 1971. È stato presentato da Mago Zurlì, interpretato da Cino Tortorella.
Marina D'Amici e Simonetta Gruppioni nel 2011 hanno partecipato alla trasmissione I migliori anni condotta da Carlo Conti; quest'ultima ha partecipato anche allo Zecchino d'Oro 2013 nelle vesti di giurata. Daniele Borgatti e Marlena D'Ambrosio nel 1993 erano anche ospiti della trasmissione 44 gatti, condotta da Rita dalla Chiesa.
Cristina D'Avena aveva già partecipato come solista anche allo Zecchino d'Oro 1968 all'età di 3 anni e mezzo.
In questa edizione prese parte fra gli autori Gianni Meccia.

## Brani in gara
- Annibale, cannibale terribile (Testo: Franca Gregori/Musica: Franca Gregori) - Ilaria Barbour e Michele Cargnello (entrambi 4 anni)
- Baby cowboy (Testo: Luciano Beretta/Musica: Renato Martini, Arrigo Amadesi) - Antonio di Mezzo (6 anni) e Carlo Muzzarelli
- Baciccia il pirata (Testo: Sauro Stelletti/Musica: Giordano Bruno Martelli) - Vanni Mapelli e Fabrizio Ventura (entrambi 5 anni)
- È fuggito l'agnellino (Testo: Ellix Bellotti/Musica: Leo Ceroni) - Marlena D'Ambrosio (4 anni e ½) e Cristina D'Avena (6 anni e ½)
- Il caffè della Peppina (Testo: Tony Martucci/Musica: Alberto Anelli) - Marina D'Amici (4 anni) e Simonetta Gruppioni (5 anni)
- Il gamberetto Pietro (Testo: Luciano Sterpellone/Musica: Mandeglia, Mario Pagano) - Claudio Buson (5 anni) e Giancarlo Severi
- Il Karatè (Testo: Tony Martucci/Musica: Venturia) - Daniele Borgatti (6 anni) e Tsuyoshi Suda (須田 ツヨシ) (3 anni) Giappone
- Il sorpassista (Testo: Mario Casacci/Musica: Alberto Ciambricco, Bruno Zambrini, Gianni Meccia) - Claudia Bosi, Cristiana Guastaroba e Barbara Piastri (4 anni)
- La corriera del Far-West (Testo: Luciano Sterpellone/Musica: Mario Pagano, Rudika) - Andrea Giacometti, Luana Landi (4 anni) e Chiara Pacciorini Job
- Ninna nanna degli animaletti (Testo: Luciano Simoncini/Musica: Mario Pagano) - Alessandra Bottesini e Sabrina Piacentini (entrambe 3 anni)
- Partiam, sì, sì, partiam! (Testo: Mario Coppola/Musica: Gianluigi Guarnieri) - Gregory Bonfatti ed Enrico d'Agostino (6 anni)
- Quattro chiacchiere in famiglia (Testo: Sauro Stelletti/Musica: Paolo Gualdi, Mario Pagano) - Nicoletta della Corte e Paola Nastri (3 anni e ½)